# Luigi Vitale
Luigi Vitale (Castellammare di Stabia, 5 ottobre 1987) è un ex calciatore italiano, di ruolo difensore o centrocampista, tecnico dello Stabia City.

## Caratteristiche tecniche
Mancino, giocava sulla fascia sinistra nel ruolo di terzino o esterno di centrocampo, possedeva un ottimo tiro dalla distanza, era inoltre anche un ottimo rigorista

## Carriera

### Club

#### Il passaggio al Napoli e i vari prestiti
Completate le giovanili con l'Avellino, viene acquistato dal Napoli di Aurelio De Laurentiis nella stagione 2004/2005 di Serie C1, ma non colleziona presenze, venendo inserito nel settore giovanile.
Nella stagione 2005/2006 colleziona 7 presenze tra Coppa Italia, Coppa Italia di C, Supercoppa di Serie C1 2006 e campionato di Serie C1, segnando una rete. Fa il suo esordio ufficiale in serie C, nella gara contro la Juve Stabia del 2 ottobre 2005. Un mese dopo, il 9 novembre, segna il suo primo goal in maglia azzurra in Napoli-Foggia 3-1, gara valevole per i sedicesimi di andata di Coppa Italia di C.
L'anno dopo viene integrato definitivamente in prima squadra ma riesce a collezionare due sole presenze, una in Coppa Italia e l'altra in B al San Paolo contro il Bologna. Nella stagione 2007/08 viene girato in prestito dal Napoli al Lanciano in C1, dove gioca 28 partite senza segnare reti.
A giugno del 2008 torna al Napoli, che lo conferma in rosa: ottiene la maglia numero 3 ed esordisce subito nelle gare di Coppa Intertoto contro il Panionios e dei preliminari di Coppa UEFA contro il Vllaznia. Esordisce in Serie A il 31 agosto 2008 alla prima di campionato all'Olimpico contro la Roma. Il 18 settembre 2008 segna il primo gol del Napoli contro il Benfica, nell'andata del primo turno di Coppa UEFA. Il 28 gennaio 2009 realizza il suo primo gol in Serie A, contro la Fiorentina. Nella sua prima stagione nella massima serie colleziona 18 presenze, di cui 17 dal primo minuto.
Il 21 agosto 2009 viene ceduto al Livorno in prestito. In campionato colleziona 22 presenze.
Tornato al Napoli, nella stagione successiva colleziona la prima presenza il 30 settembre 2010 nella partita di Europa League giocata in Romania contro la Steaua Bucarest (3-3), in cui mette a segno la rete del momentaneo 3-1.
Il 12 luglio 2011 passa in prestito al Bologna nell'ambito dell'operazione che porta Miguel Ángel Britos al Napoli., ma nell'arco del campionato non verrà mai schierato né dal tecnico Bisoli prima né dal sostituto Pioli poi.
Il 4 agosto 2012 si trasferisce alla Ternana, neopromossa in Serie B, con la formula del prestito con diritto di riscatto della metà. Il 6 ottobre 2012 segna la sua prima doppietta in carriera al Cittadella e si ripete alla sedicesima giornata,su calcio di rigore contro la Virtus Lanciano.Realizza anche un gol contro la squadra della sua città, la Juve Stabia ma dopo la rete non esulta,in segno di rispetto per i tifosi della città in cui è nato e cresciuto.
Realizza un'altra doppietta (la seconda in carriera) nella prima giornata di ritorno contro la Pro Vercelli e poi torna a segnare contro il Crotone realizzando il suo settimo gol stagionale. 
Conclude la stagione in rossoverde con 39 presenze e 10 reti realizzate, rivelandosi il miglior marcatore della sua squadra.
L'opzione d'acquisto non viene esercitata e il calciatore rientra al Napoli, per poi essere ceduto, con la medesima formula, alla Juve Stabia, sempre in Serie B dove complice anche vari infortuni disputa 19 presenze e realizzando 4 reti. A fine anno la squadra retrocede in Serie C.

#### Il trasferimento alla Ternana
Il 14 agosto 2014, torna a titolo definitivo alla Ternana con la quale firma un contratto biennale.
La stagione è altalenante, e molto al di sotto delle aspettative e al di sotto di quella precedente in rossoverde, il giocatore concluderà la stagione con 39 presenze e 0 reti realizzate, con un rigore sbagliato contro la Virtus Entella, piazzandosi 4º nella Top 15 dei difensori di Serie B secondo una classifica stilata dalla Lega Serie B.
Nella seconda stagione del ritorno in verderosso sigla un gol su rigore, il 19 aprile 2016, nel 2-2 contro la Pro Vercelli, tornando al gol dopo due anni (doppietta al Varese con la maglia della Juve Stabia).

#### Salernitana ed Hellas Verona
Nell'estate 2016, passa alla Salernitana, siglando il primo gol in granata il 24 settembre contro il Trapani. Si ripete il 13 novembre contro la Ternana. Conclude la sua prima stagione disputando tutte le partite da titolare tranne contro il Cesena, dove subentra comunque a Tuia al 34º.
La seconda stagione sigla 2 rigori in 34 partite, contro Parma e di nuovo Ternana. Segnerà 2 gol anche nella stagione 2018/2019.
Il 31 gennaio 2019, dopo 91 presenze e 6 reti in maglia granata, viene ceduto a titolo definitivo al Verona, con cui firma un contratto fino al giugno 2021.
A fine anno il club consegue la promozione in Serie A, categoria in cui lui torna a giocare dopo 8 anni, ma disputando solo 2 gare prima di venire ceduto.

#### Spezia
Il 31 gennaio 2020 fa subito ritorno in cadetteria in quanto viene ceduto in prestito allo Spezia.

#### Frosinone
Il 1º febbraio 2021 si trasferisce a titolo definitivo al Frosinone.

#### Juventude Stabia
Il 12 Febbraio 2022, essendo ancora svincolato, si accorda con i campani del Juventude Stabia, formazione militante in Seconda Categoria.

#### FC Pompei
Il 25 agosto 2022 firma il passaggio al FC Pompei, compagine militante in Eccellenza.

## Statistiche

### Presenze e reti nei club
Statistiche aggiornate al 10 maggio 2021.
| Stagione             | Squadra              | Campionato           | Campionato | Campionato | Coppe nazionali | Coppe nazionali | Coppe nazionali | Coppe continentali | Coppe continentali | Coppe continentali | Altre coppe | Altre coppe | Altre coppe | Totale | Totale |
| Stagione             | Squadra              | Comp                 | Pres       | Reti       | Comp            | Pres            | Reti            | Comp               | Pres               | Reti               | Comp        | Pres        | Reti        | Pres   | Reti   |
| -------------------- | -------------------- | -------------------- | ---------- | ---------- | --------------- | --------------- | --------------- | ------------------ | ------------------ | ------------------ | ----------- | ----------- | ----------- | ------ | ------ |
| 2005-2006            | Napoli               | C1                   | 3          | 0          | CI+CI-C         | 1+2             | 0+1             | -                  | -                  | -                  | S-C1        | 1           | 0           | 7      | 1      |
| 2006-2007            | Napoli               | B                    | 1          | 0          | CI              | 1               | 0               | -                  | -                  | -                  | -           | -           | -           | 2      | 0      |
| 2007-2008            | Lanciano             | C1                   | 28         | 0          | CI-C            | 1               | 0               | -                  | -                  | -                  | -           | -           | -           | 29     | 0      |
| 2008-2009            | Napoli               | A                    | 18         | 1          | CI              | 1               | 0               | Int+CU             | 2+3                | 0+1                | -           | -           | -           | 24     | 2      |
| 2009-2010            | Livorno              | A                    | 22         | 0          | CI              | 0               | 0               | -                  | -                  | -                  | -           | -           | -           | 22     | 0      |
| 2010-2011            | Napoli               | A                    | 6          | 0          | CI              | 1               | 0               | UEL                | 3                  | 1                  | -           | -           | -           | 10     | 1      |
| Totale Napoli        | Totale Napoli        | Totale Napoli        | 28         | 1          |                 | 5               | 1               |                    | 8                  | 2                  |             | 1           | 0           | 43     | 4      |
| 2011-2012            | Bologna              | A                    | 0          | 0          | CI              | 0               | 0               | -                  | -                  | -                  | -           | -           | -           | 0      | 0      |
| 2012-2013            | Ternana              | B                    | 39         | 10         | CI              | 2               | 0               | -                  | -                  | -                  | -           | -           | -           | 41     | 10     |
| 2013-2014            | Juve Stabia          | B                    | 19         | 4          | CI              | 1               | 0               | -                  | -                  | -                  | -           | -           | -           | 20     | 4      |
| 2014-2015            | Ternana              | B                    | 37         | 0          | CI              | 1               | 0               | -                  | -                  | -                  | -           | -           | -           | 38     | 0      |
| 2015-2016            | Ternana              | B                    | 30         | 1          | CI              | 2               | 0               | -                  | -                  | -                  | -           | -           | -           | 32     | 1      |
| Totale Ternana       | Totale Ternana       | Totale Ternana       | 106        | 11         |                 | 5               | 0               |                    | -                  | -                  |             | -           | -           | 111    | 11     |
| 2016-2017            | Salernitana          | B                    | 38         | 2          | CI              | 2               | 0               | -                  | -                  | -                  | -           | -           | -           | 40     | 2      |
| 2017-2018            | Salernitana          | B                    | 34         | 2          | CI              | 1               | 0               | -                  | -                  | -                  | -           | -           | -           | 35     | 2      |
| 2018-gen. 2019       | Salernitana          | B                    | 14         | 2          | CI              | 2               | 0               | -                  | -                  | -                  | -           | -           | -           | 16     | 2      |
| Totale Salernitana   | Totale Salernitana   | Totale Salernitana   | 86         | 6          |                 | 5               | 0               |                    | -                  | -                  |             | -           | -           | 91     | 6      |
| gen.-giu. 2019       | Verona               | B                    | 11+5       | 0          | CI              | 0               | 0               | -                  | -                  | -                  | -           | -           | -           | 16     | 0      |
| 2019-gen. 2020       | Verona               | A                    | 2          | 0          | CI              | 1               | 0               | -                  | -                  | -                  | -           | -           | -           | 3      | 0      |
| gen.-ago. 2020       | Spezia               | B                    | 4+4        | 0          | CI              | 0               | 0               | -                  | -                  | -                  | -           | -           | -           | 8      | 0      |
| 2020-feb. 2021       | Verona               | A                    | 0          | 0          | CI              | 0               | 0               | -                  | -                  | -                  | -           | -           | -           | 0      | 0      |
| Totale Hellas Verona | Totale Hellas Verona | Totale Hellas Verona | 13+5       | 0          |                 | 1               | 0               |                    | -                  | -                  |             | -           | -           | 19     | 0      |
| feb.-giu. 2021       | Frosinone            | B                    | 9          | 0          | CI              | -               | -               | -                  | -                  | -                  | -           | -           | -           | 9      | 0      |
| Totale carriera      | Totale carriera      | Totale carriera      | 315+9      | 22         |                 | 19              | 1               |                    | 8                  | 2                  |             | 1           | 0           | 352    | 25     |

## Palmarès

### Club

#### Competizioni nazionali
- Serie C1: 1

Napoli: 2005-2006